# Tillandsia cajamarcensis
Tillandsia cajamarcensis är en gräsväxtart som beskrevs av Werner Rauh. Tillandsia cajamarcensis ingår i släktet Tillandsia och familjen Bromeliaceae. Inga underarter finns listade i Catalogue of Life.